# 褫奪公權
褫奪公權或禠奪公權 （disfranchisement、disenfranchisement、disenfranchise、deprivation of civil right、civil death），為中華民國刑法第34條第1款從刑受此懲罰之公民雖仍准行使投票權，但不准登記為公職候選人或擔任公務人員，直至復權為止。

## 中華民國刑法總則

### 褫奪的資格
《中華民國刑法》第36條自民國24年（1935年）7月1日施行時，褫奪公權者，褫奪「為公務員之資格」、「為公職候選人之資格」、「行使選舉、罷免、創制、複決四權之資格」。民國95年（2006年）7月1日施行修正《中華民國刑法》時，不再列舉褫奪行使選舉、罷免、創制、複決四權的資格。

### 褫奪的時間
褫奪公權時間的長度,也依其所判之刑期長短而有所不同。按照中華民國刑法第37條：

宣告死刑或無期徒刑者，宣告褫奪公權終身。
宣告6月以上有期徒刑，依犯罪之性質認為有褫奪公權之必要者，宣告褫奪公權1年以上10年以下。
褫奪公權，於裁判時併宣告之。
依第一項宣告褫奪公權者，自裁判確定時發生效力。依第二項宣告褫奪公權者，自主刑執行完畢或赦免之日起算。

2006年7月1日施行修正《中華民國刑法》時改成：

宣告死刑或無期徒刑者，宣告褫奪公權終身。（不變）
宣告1年以上有期徒刑，依犯罪之性質認為有褫奪公權之必要者，宣告1年以上10年以下褫奪公權。（新規定）
褫奪公權，於裁判時併宣告之。（不變）
褫奪公權之宣告，自裁判確定時發生效力。（新規定）
依第二項宣告褫奪公權者，其期間自主刑執行完畢或赦免之日起算。但同時宣告緩刑者，其期間自裁判確定時起算之。（新規定）

中華民國刑法第51條數罪併罰之方法，在第八款規定宣告多數褫奪公權者，僅就其中最長期間執行之。2006年7月1日施行新版刑法時，此規定不變。

## 司法解釋
依據民國44年（1955年）11月21日司法院大法官《司法院釋字第56號解釋》，公務員被判褫奪公權，而其主刑經宣告緩刑者，在緩刑期內，除別有他項消極資格之限制外，非不得充任公務員。
依據民國48年（1959年）12月2日《司法院釋字第84號解釋》，公務員依刑事確定判決受褫奪公權刑之宣告者，雖同時諭知緩刑，其職務亦當然停止。

## 类似刑罚
- 中華人民共和國刑法：剥夺政治权利（附加刑）
- 澳門：
  - 執行公共職務之禁止（從刑，僅適用於公務員）
  - 執行公共職務之中止（從刑，適用於公務員及專業人士）
  - 剝奪選舉權或被選舉權 （從刑，涉及政治方面權利）